# Château de Hombourg-Budange
Le château de Hombourg est situé en  France, dans le village de Hombourg-Budange en Moselle, dans la vallée de la Canner. Édifié sur un promontoire fortifié au Moyen Âge, il est de style Renaissance pour trois de ses ailes et de style classique pour la quatrième.
Il fait l’objet d’une protection au titre des monuments historiques depuis 1928.

## Historique

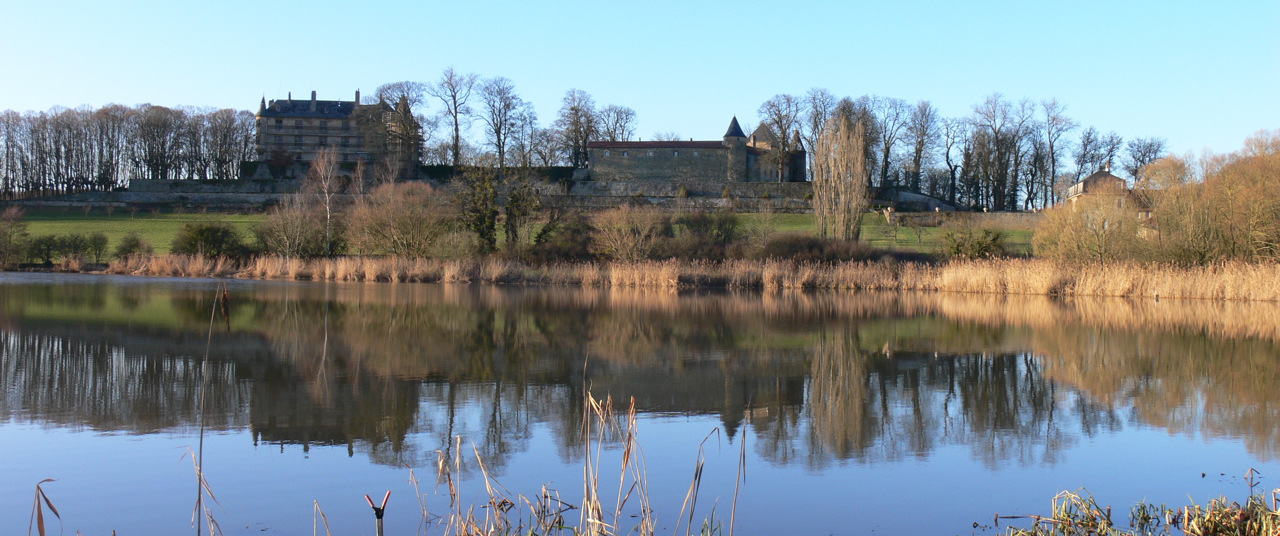
Panorama sur le château et son promontoire

Sur un promontoire dominant la vallée de la Canner est édifié un château-forteresse du XIIIe siècle ou XIVe siècle, dû à une branche des Varsberg, maison de Raville, auquel il appartient jusqu'au début du XVe siècle. 
De nombreux vestiges de l'enceinte de cette forteresse sont encore visibles (courtine et tours).
Au début du XVe siècle, le château échoit aux Créhange : Guillaume de Créhange le restaure et fortifie de 1536 à 1551. Château incendié en 1552 à la suite du siège de Metz. Wyrich de Créhange, frère de Guillaume, le reconstruit dès 1558. Puis il y ajoute étables et un grenier, il établit un nouveau château, sans doute en U, de 1560 à 1574.
Au XVIIe siècle les communs sont partiellement transformés. Le château devient en 1655 la propriété d'Antoine Joachim de Lenoncourt, puis la même année celle d'Antoine de Prisacier, tué devant son château par les troupes impériales.
Son gendre, Jacques Gustave de Malortie, marquis de Boudeville, construit l'aile nord du château en 1719. Au XVIIIe siècle les communs sont partiellement repercés. Puis par succession, le château échoit aux Hunolstein.
Le château présente les armoiries des Créhange, des Brisacier, des Malortie.
Le comte Charles Louis de Rochechouart de Mortemart, a fait quelques modifications en 1955. Depuis l'état général est très délabré. Ses héritiers directs en sont toujours propriétaires, actuellement le comte Arthur de Mortemart. 
Les parties intérieures du logis sont inscrites au titre des monuments historiques par arrêté du 6 novembre 1988.
Les façades et les toitures de l'ensemble des bâtiments sont classées au titre des monuments historiques par arrêté du 8 novembre 1994.

## Architecture
Le château se situe sur un promontoire dont une partie des murailles date du XIIIe siècle, uniques vestiges du château médiéval.
À la fin du XVIe siècle, il est reconstruit dans le style de la Renaissance en trois ailes  en U autour d'une cour ouverte sur le village de Hombourg.
À la période classique, la cour du château est fermée par une aile de style classique.
Les dépendances à proximité du château datent des XVIIe au XIXe siècle.
La chapelle castrale se situe en contrebas, à l'entrée du village.

## Château qui nécessite des interventions d'urgence
L'ensemble est très dégradé. Pourtant ce château, dont l'importance a été reconnue par le ministère de la culture et de la communication, a bénéficié de deux types de protection : Parties intérieures du logis (cad. 7 62) : inscription par arrêté du 16 novembre 1988 ; Façades et toitures de l'ensemble des bâtiments (cad. 7 62, 64 à 66) : classement par arrêté du 8 novembre 1994.
En décembre 2010 est signée une convention entre la Direction régionale des Affaires culturelles de Lorraine, la région, le département et La Demeure historique afin d'établir les travaux d'urgence avant une étude approfondie des possibilités de restauration du château.